# 岳清爽

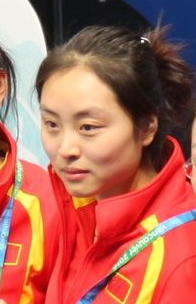
岳清爽

岳清爽（1985年10月7日—），中国黑龙江省哈尔滨市人，女子冰壶运动员，前中国国家女子冰壶队“黄金一代”（队长：王冰玉），主力二垒。现为中国轮椅冰壶队主教练、哈尔滨体育学院教师。
岳清爽原为短跑运动员，2000年开始练习冰壶，2003年被选入中国国家女子冰壶队，2004年起随中国队前往加拿大接受专业训练。2008年随中国队获得世界冰壶锦标赛亚军，2009年随队获得2009年世界大学生冬季运动会女子冰壶2009年世界冰壶锦标赛冠军。2018年冬季残奥会上，由岳清爽执教的中国轮椅冰壶队（队长：王海涛 (轮椅冰壶运动员)）在决赛中以6-5的比分战胜挪威队，取得中国代表团自2002年参加冬残奥会以来夺得的首枚金牌。在2019年斯特灵和2021年北京两次带领中国轮椅冰壶队登上世锦赛冠军领奖台。在2022年北京冬残奥会上，作为主教练带领中国轮椅冰壶队（队长：王海涛）在决赛中以8-3的比分战胜瑞典队，成功卫冕。